# Deep Grace Ekka
Deep Grace Ekka (en odia : ଦୀପ ଗ୍ରେସ୍ ଏକ୍କା |, et en hindi : दीप ग्रेस एक्का) est une joueuse indienne de hockey sur gazon. Elle joue pour l'équipe indienne de hockey féminin.

## Carrière
Elle compte 150 sélections internationales et a marqué 3 buts internationaux.
Elle a été sélectionnée pour les Jeux olympiques d'été de 2016 à Rio de Janeiro, au Brésil.